# Blanche Huber
Blanche Huber (* 1900 in Birkirkara, Malta; † 19. Juli 1940) war die erste Ärztin in Malta.

## Leben
Blanche Huber wurde 1900 in Birkirkara als Tochter von Hon. Joseph Huber geboren und heiratete später Joseph Caruana, einen medizinischen Kollegen.  
Sie begann 1919 an der Universität von Malta mit dem Medizinstudium und war damit eine der ersten Studentinnen an der Universität. Sie schloss das Studium 1925 ab. Sie arbeitete als Apothekerin in Żejtun.
Huber starb am 19. Juli 1940 im Alter von 40 Jahren. Die Blanche Huber Straße in Sliema wurde nach ihr benannt.